# André Gaumond
André Gaumond (ur. 3 czerwca 1936 w Saint-Thomas de Montmagny, zm. 14 grudnia 2019) – kanadyjski duchowny rzymskokatolicki, w latach 1996–2011 arcybiskup Sherbrooke.

## Życiorys
Święcenia kapłańskie przyjął 27 maja 1961. 31 maja 1985 został prekonizowany biskupem Sainte-Anne-de-la-Pocatière. Sakrę biskupią otrzymał 15 sierpnia 1985. 16 lutego 1995 został mianowany koadiutorem arcybiskupa Sherbrooke. 1 lipca 1996 objął stolicę arcybiskupią. 26 lipca 2011 przeszedł na emeryturę.